# Christian Bethancourt
Christian Gabriel Bethancourt (nacido el 2 de septiembre de 1991) es un receptor panameño de béisbol profesional que juega para los Miami Marlins de las Grandes Ligas. Anteriormente jugó con los Atlanta Braves.

## Carrera profesional

### Atlanta Braves
Bethancourt fue firmado como agente libre internacional y comenzó su carrera de ligas menores a la edad de 16 en 2008. Fue nombrado el séptimo receptor más prometedor en el béisbol por MLB.com antes de la temporada 2012.
Jugó en la Southern League con los Bravos de Mississippi de Clase AA en 2012. Fue nombrado para el Juego de las Estrellas del Futuro. El 9 de agosto de 2012 se fracturó la mano izquierda cuando fue golpeado con un lanzamiento. Los Bravos le añadieron a su lista de 40 hombres después de la temporada 2012.
Bethancourt nuevamente jugó para Mississippi en 2013 y participó en su segundo Juego de las Estrellas del Futuro. Tras el final de la temporada de liga menor, fue ascendido y se unió a los Bravos de Atlanta el 9 de septiembre de 2013.
Bethancourt hizo su debut en Grandes Ligas contra los Filis de Filadelfia el 29 de septiembre de 2013. Se ponchó en su único turno al bate.
En 2014 comenzó el año con los Bravos de Gwinnett de la Liga Internacional de Clase AAA, y participó en su tercer Juego de las Estrellas del Futuro consecutivo el 24 de junio. Fue promovido a las Grandes Ligas cuando Evan Gattis fue colocado en la lista de lesionados el 28 de junio. Impulsó su primera carrera en Grandes Ligas el 1 de julio, contra Daisuke Matsuzaka. Bateó para .240 con los Bravos en 13 partidos, y fue degradado a las ligas menores el 21 de julio, cuando Gattis fue activado de la lista de lesionados. Fue promovido de nuevo a los Bravos el 2 de septiembre con la expansión de rosters.
En los entrenamientos de primavera de 2015, los Bravos designaron a Bethancourt como el receptor titular para el inicio de la temporada 2015. El 6 de junio, ante Vance Worley, bateó el primer jonrón de su carrera en la parte baja de la novena entrada para dar a los Bravos una victoria de 5-4 sobre los Piratas de Pittsburgh. Participó en 29 juegos para los Bravos a principios de 2015, bateando .208/.231/.297 con .528 de OPS y seis passed balls, antes de ser enviado al equipo de Clase AAA el 15 de junio después de una serie de errores defensivos y bajos números ofensivos. Fue llamado nuevamente el 24 de agosto de 2015.

### San Diego Padres
El 10 de diciembre de 2015, Bethancourt fue transferido a los Padres de San Diego a cambio del lanzador Casey Kelly y el receptor Ricardo Rodríguez. Luego de los entrenamientos primaverales, fue designado como el receptor sustituto de Derek Norris, y finalizó la temporada 2016 con 193 turnos al bate donde registró promedio de .228, seis jonrones y 25 impulsadas.